# Giovanpaolo Lucifero
Giovanpaolo Lucifero (Crotone, ... – XVI secolo) è stato un nobile e condottiero italiano.

## Biografia
Capitano degli archibugieri agli ordini del viceré di Napoli Carlo di Lannoy, combatté insieme al fratello Marcantonio nella battaglia di Pavia del 1525, dove partecipò attivamente alla cattura del re di Francia Francesco I e alla sua deportazione in Spagna.
Nei successivi sei anni servì Carlo V a Firenze. Filiberto d'Orange riconobbe i servigi del Lucifero, tanto da concedergli dei privilegi.